# پینگتای، گوانگدونگ
پینگتای، گوانگدونگ (به لاتین: Pingtai) یک شهرک در جمهوری خلق چین است که در شهرستان یونان واقع شده‌است. پینگتای ۵۰ متر بالاتر از سطح دریا واقع شده‌است.